# (400203) 2007 AW24
(400203) 2007 AW24 es un asteroide perteneciente al cinturón de asteroides, descubierto el 15 de enero de 2007 por el equipo del Catalina Sky Survey desde el Catalina Sky Survey, Arizona, Estados Unidos.

## Designación y nombre
Designado provisionalmente como 2007 AW24.

## Características orbitales
2007 AW24 está situado a una distancia media del Sol de 2,660 ua, pudiendo alejarse hasta 3,398 ua y acercarse hasta 1,923 ua. Su excentricidad es 0,277 y la inclinación orbital 11,52 grados. Emplea 1585,44 días en completar una órbita alrededor del Sol.

## Características físicas
La magnitud absoluta de 2007 AW24 es 17,1.